# Afghanische Cricket-Nationalmannschaft in Simbabwe in der Saison 2022
Die Tour der afghanischen Cricket-Nationalmannschaft nach Simbabwe in der Saison 2022 fand vom 4. bis zum 14. Juni 2022 statt. Die internationale Cricket-Tour war Bestandteil der Internationalen Cricket-Saison 2022 und umfasste drei ODIs und drei Twenty20s. Die ODIs waren Bestandteil der ICC Cricket World Cup Super League 2020–2023. Afghanistan gewann die ODI- und Twenty20-Serie jeweils 3–0.

## Vorgeschichte
Simbabwe bestritt zuvor eine Tour gegen Namibia, für Afghanistan war es die erste Tour der Saison. Das letzte Aufeinandertreffen der beiden Mannschaften bei einer Tour fand in der Saison 2020/21 in den Vereinigten Arabischen Emiraten statt.

## Stadien
Die folgenden Stadien wurden für die Tour als Austragungsort vorgesehen.
| Stadion            | Stadt  | Kapazität | Spiele                   |
| ------------------ | ------ | --------- | ------------------------ |
| Harare Sports Club | Harare | 10.000    | 1. – 3. ODI; 1. – 3. T20 |

## Kaderlisten
Afghanistan benannte seinen Kader am 24. Mai 2022.
Simbabwe benannte seinen ODI-Kader am 2. Juni und seinen Twenty20-Kader am 10. Juni 2022.
| ODI | ODI | Twenty20 | Twenty20 |
| Simbabwe | Afghanistan | Simbabwe | Afghanistan |
| --- | --- | --- | --- |
| - Craig Ervine (K) - Ryan Burl - Regis Chakabva - Tendai Chatara - Tanaka Chivanga - Luke Jongwe - Takudzwanashe Kaitano - Clive Madande - Wesley Madhevere - Blessing Muzarabani - Dion Myers - Ainsley Ndlovu - Sikandar Raza - Milton Shumba - Donald Tiripano | - Hashmatullah Shahidi (K) - Rahmat Shah (VK) - Fareed Ahmad - Yamin Ahmadzai - Ikram Alikhil (wk) - Fazalhaq Farooqi - Rahmanullah Gurbaz (wk) - Riaz Hassan - Rashid Khan - Mohammad Nabi - Azmatullah Omarzai - Mujeeb Ur Rahman - Zia-ur-Rehman - Shahidullah - Ibrahim Zadran - Najibullah Zadran | - Craig Ervine (K) - Ryan Burl - Regis Chakabva - Tendai Chatara - Luke Jongwe - Innocent Kaia - Clive Madande - Wesley Madhevere - Tadiwanashe Marumani - Blessing Muzarabani - Dion Myers - Ainsley Ndlovu - Sikandar Raza - Milton Shumba - Donald Tiripano | - Mohammad Nabi (K) - Najibullah Zadran (VK) - Fareed Ahmad - Noor Ahmad - Sharafuddin Ashraf - Fazalhaq Farooqi - Usman Ghani - Rahmanullah Gurbaz (wk) - Ihsanullah - Karim Janat - Rashid Khan - Nijat Masood - Azmatullah Omarzai - Darwish Rasooli - Afsar Zazai (wk) - Hazratullah Zazai |

### Tour Match
| 2. Juni Scorecard | Harare (OH) | Afghanistan 272-6 (50)          | – | Zimbabwe Select XI 204 (44.4) |
|                   |             | Afghanistan gewinnt mit 68 Runs |   |                               |

## One-Day Internationals

### Erstes ODI in Harare
| 4. Juni Scorecard | Harare | Afghanistan 276-5 (50)          | – | Simbabwe 216 (50) |
|                   |        | Afghanistan gewinnt mit 60 Runs |   |                   |

Simbabwe gewann den Münzwurf und entschied sich als Feldmannschaft zu beginnen. Nachdem für Afghanistan Eröffnungs-Batter Rahmanullah Gurbaz 17 Runs erreichte etablierte sich eine Partnerschaft zwischen Rahmat Shah und Kapitän Hashmatullah Shahidi, die über 181 Runs anhielt, bevor Shah nach 94 Runs sein Wicket verlor. Shahidi schied nach 88 Runs aus und in den verbliebenen Pvern erreichte Rashid Khan noch 39* Runs um die Vorgabe auf 277 Runs zu erhöhen. Bester Bowler für Simbabwe war Blessing Muzarabani mit 4 Wickets für 52 Runs. Für Simbabwe konnte Eröffnungs-Batter Innocent Kaia zusammen mit dem dritten Schlagmann Craig Ervine eine Partnerschaft über 61 Runs erreichen, bevor Ervine nach 30 Runs ausschied. Kaia verlor nach 39 Runs sein Wicket, woraufhin sich Sikandar Raza etablierte. An dessen Seite erzielte Ryan Burl 13 Runs, bevor Raza nach einem Half-Century über 67 Runs ausschied. Donald Tiripano konnte noch 15 weitere Runs erzielen, jedoch reichte dieses nicht um die Vorgabe einzuholen. Bester afghanischer Bowler war Mohammad Nabi mit 4 Wickets für 34 Runs. Als Spieler des Spiels wurde Rahmat Shah ausgezeichnet.

### Zweites ODI in Harare
| 6. Juni Scorecard | Harare | Simbabwe 228 (50)                 | – | Afghanistan 229-2 (44.3) |
|                   |        | Afghanistan gewinnt mit 8 Wickets |   |                          |

Afghanistan gewann den Münzwurf und entschied sich als Feldmannschaft zu beginnen. Für Simbabwe konnte sich zunächst Eröffnungs-Batter Regis Chakabva etablieren und an seiner Seite Kapitän Craig Ervine 32 Runs und Wessley Madhevere 15 Runs erreichen. Mit dem hineinkommenden Sikandar Raza erreichte er danach eine Partnerschaft über 67 Runs. Nachdem Kaia nach einem Half-Century über 63 Runs ausgeschieden war, verlor Raza nach 40 Runs sein Wicket. Als letzter Spieler konnte sich Ryan Burl etablieren, der ein Fifty über 51 Runs erreichte und so die Vorgabe auf 229 erhöhte. Bester afghanischer Bowler war Fareed Ahmad mit 3 Wickets für 56 Runs. Für Afghanistan konnte Eröffnungs-Batter Ibrahim Zadran zusammen mit dem dritten Schlagmann Rahmat Shah erzielte er eine Partnerschaft über 195 Runs. Nachdem Shah nach einem Half-Century über 87 Runs ausgeschieden war, konnte Zadran nach einem Century über 121* Runs aus 141 Bällen die Viorgabe im 45. Over einholen. Die simbabwischen Wickets erzielten Donald Tiripano und Blessing Muzarabani. Als Spieler des Spiels wurde Ibrahim Zadran ausgezeichnet.

### Drittes ODI in Harare
| 9. Juni Scorecard | Harare | Simbabwe 135 (44.5)               | – | Afghanistan 137-6 (37.4) |
|                   |        | Afghanistan gewinnt mit 4 Wickets |   |                          |

Afghanistan gewann den Münzwurf und entschied sich als Feldmannschaft zu beginnen. Von den Eröffnungs-Battern konnte für Simbabwe Innocent Kaia 16 Runs erreichen. Daraufhin bauten Sikandar Raza und Regis Chakabva eine Partnerschaft auf. Nachdem Chakabva nach 15 Runs ausgeschieden war, wurde er durch Ryan Burl ersetzt. Raza verlor nach 38 Runs sein Wicket und Burl nach 21 Runs und so endete das Innings im 45. Over mit einer Vorgabe von 136 Runs für Afghanistan. Bester Bowler für Afghanistan war Rashid Khan mit 3 Wickets für 31 Runs. Nachdem die Eröffnungs-Batter für Afghanistan früh ausschieden konnte Rahmat Shah 17 Runs erzielen. Ihm folgte eine Partnerschaft zwischen Kapitän Hashmatullah Shahidi und Mohammad Nabi. Shahidi schied nach 38 Runs aus, während Nabi mit 34* Runs die Vorgabe im 38. Over einholte. Beste simbabwische Bowler waren Blessing Muzarabani mit 2 Wickets für 18 Runs und Tendai Chatara mit 2 Wickets für 32 Runs. Als Spieler des Spiels wurde Rashid Khan ausgezeichnet.

## Twenty20 Internationals

### Erstes Twenty20 in Harare
| 11. Juni Scorecard | Harare | Simbabwe 159-8 (20)               | – | Afghanistan 160-4 (19.2) |
|                    |        | Afghanistan gewinnt mit 6 Wickets |   |                          |

Simbabwe gewann den Münzwurf und entschied sich als Schlagmannschaft zu beginnen. Dort konnte sich zunächst von den Eröffnungs-Battern Wessley Madhevere etablieren und erreichte 32 Runs, bevor Regis Chakabva zusammen mit Sikandar Raza eine Partnerschaft aufbaute. Diese endete als Chakabva nach 29 Runs sein Wicket verlor und Raza bis zum vorletzten Over 45 Runs erzielen konnte. Dies führte zu einer Vorgabe von 160 Runs für Afghanistan. Bester afghanischer Bowler war Nijat Masood mit 3 Wickets für 39 Runs. Für Afghanistan eröffneten Hazratullah Zazai und Rahmanullah Gurbaz mit einer Partnerschaft über 83 Runs. Beide verloren innerhalb von zwei Bällen im 11. Over ihr Wicket, Zazai nach 45 und Gurbaz nach 33 Runs. Der nächste Spieler, der sich etablieren konnte, war Najibullah Zadran, der zusammen mit Kapitän Mohammad Nabi die Vorgabe dann vier Bälle vor Schluss einholen konnte. Zadran erzielte dabei 44* Runs und Nabi 15* Runs. Bester simbabwischer Bowler war Ryan Burl mit 3 Wickets für 14 Runs. Als Spieler des Spiels wurde Najibullah Zadran ausgezeichnet.

### Zweites Twenty20 in Harare
| 12. Juni Scorecard | Harare | Afghanistan 170-5 (20)          | – | Simbabwe 149-7 (20) |
|                    |        | Afghanistan gewinnt mit 21 Runs |   |                     |

Afghanistan gewann den Münzwurf und entschied sich als Schlagmannschaft zu beginnen. Von den Eröffnungs-Battern konnte Hazratullah Zazai 28 Runs erreichen. Daraufhin kam Darwish Rasooli und Najibullah Zadran aufs Feld. Rasooli musste nach 12 Runs verletzt aufgeben und wurde durch Karim Janat gefolgt der 12 Runs erzielte. Danach bildete Kapitän mit Mohammad Nabi mit Zadran eine Partnerschaft über 69 Runs, bis Zadran nach einem Fifty über 57 Runs sein Wicket verlor. Nabi beendete das Innings mit 43* Runs und einer Vorgabe von 171 Runs für Simbabwe. Bester simbabwischer Bowler war Tendai Chatara mit 2 Wickets für 33 Runs. Von den simbabwischen Eröffnungs-Battern konnte sich Innocent Kaia etablieren. An seiner Seite erzielte Tadiwanashe Marumani 30 Runs und Sikandar Raza 41 Runs, bevor er selbst mit dem vorletzten Ball nach einem Half-Century über 54 Runs sein Wicket verlor. Jedoch blieb Simbabwe deutlich unter der geforderten Vorgabe. Bester Bower für Afghanistan war Rashid Khan mit 2 Wickets für 32 Runs. Als Spieler des Spiels wurde Fazalhaq Farooqi für seine Bowling-Leistung (1/19) ausgezeichnet.

### Drittes Twenty20 in Harare
| 14. Juni Scorecard | Harare | Afghanistan 125-8 (20)          | – | Simbabwe 90-9 (20) |
|                    |        | Afghanistan gewinnt mit 35 Runs |   |                    |

Afghanistan gewann den Münzwurf und entschied sich als Schlagmannschaft zu beginnen. Nachdem Eröffnungs-Batter Hazratullah Zazai 12 Runs erzielt hatte, konnte Ihsanullah zusammen mit Afsar Zazai eine Partnerschaft über 26 Run erreichen. Ihsanullah schied nach 20 Runs aus und Zazai fand mit Kapitän Mohammad Nabi einen neuen Partner. Zazai verlor nach 21 Runs sein Wicket und Nabi erreichte bis zum Ausscheiden im vorletzten Over 31 Runs. Beste Bowler für Simbabwe waren Sikandar Raza mit 2 Wickets für 18 Runs und Ryan Burl mit 2 Wickets für 22 Runs. Für Simbabwe konnten Eröffnungs-Batter Wessley Madhevere und Innocent Kaia 25 Runs erreichen, bevor Madhevere nach 14 Runs ausschied. Kaia verlor nach 12 Runs sein Wicket und von den verbliebenen Battern erreichte Ryan Burl 15 Runs, was nicht zum einholen der Vorgabe ausreichte. Bester afghanischer Bowler war Noor Ahmad mit 4 Wickets für 10 Runs, wofür er als Spieler des Spiels ausgezeichnet wurde.

## Auszeichnungen

### Player of the Series
Als Player of the Series wurden der folgende Spieler ausgezeichnet.
| Serie   | Player of the Series |
| ------- | -------------------- |
| ODI     | Rahmat Shah          |
| Tweny20 | Najibullah Zadran    |

### Player of the Match
Als Player of the Match wurden die folgenden Spieler ausgezeichnet.
| Spiel       | Player of the Match |
| ----------- | ------------------- |
| 1. ODI      | Rahmat Shah         |
| 2. ODI      | Ibrahim Zadran      |
| 3. ODI      | Rashid Shah         |
| 1. Twenty20 | Najibullah Zadran   |
| 2. Twenty20 | Fazalhaq Farooqi    |
| 3. Twenty20 | Noor Ahmad          |